# Querandís
Els Querandís (pampes antics al segle xix, després hets) és un poble indígena de l'Argentina. El nom els fou donat pels guaranís i vol dir "homes (o gent) amb grassa", ja que consumien grassa animal a la seva dieta diària. Dins la classificació que va fer Faulkner dels pampes antics (taluhet, didiuhet i chechehet) el terme querandí es referia principalment als didiuhet més occidentals que estaven influïts pels avá guaraní. A partir del siglo XVIII els invasors maputxes els van incloure amb altres pobles en el conjunt que van anomenar pueltxes (gent de l'est); posteriorment un dels pobles anomenats pueltxes, els tehueltxes, va donar nom a tot el grup que darrerament proposa ser conegut per la denominació kenk. Dins dels hets, els querandís són (des d'un punt de vista etnològic) el grup més occidental d'aquest poble i se'ls classifica dins el del tehueltxes o kenks septentrionals boreals.
Els querandíes van ser un poble nòmada a causa que practicaven una manera de producció caçador-recol·lector que va evitar que fossin sedentaris. Estaven adaptats ecològicament al bioma (paisatge bioclimàtic o èreas biòtiques) de la Pampa temperada, pel que els seus límits septentrionals es trobaven a l'ecotò entre la regió del Gran Chaco i les pastures pampeanes situades al sud.
Antropològicament eren de complexió robusta, forta i de pell fosca. Els homes anaven nus o bé usaven un tapall confeccionat de fibra vegetal o cuir. Les dones es cobrien amb un davantal de drap que li arribava fins als genolls. Per protegir-se del fred cobrien els seus cossos amb mantes fabricades amb pells de llúdrigues.
Van ser grans corredors el que els va convertir en hàbils caçadors i els va permetre la captura, a la carrera, d'animals com els cérvols pampeans, nyandús, i fins i tot guanacs. Van utilitzar els rius per pescar peixos per la qual cosa empraven xarxes i també recol·lectaven mol·luscs. A través de l'ús de morters de pedra van aconseguir elaborar farina de peix. Van completar la seva dieta, que era eminentment carnívora, amb la recol·lecció de fruits estacionals. La manera de vida nòmada que li imposava la caça com a principal activitat va obligar que deambulessin per la pampa seguint les seves preses. La seva economia també va conèixer el bescanvi, que practicaven amb altres indis de la regió sent la principal mercaderia d'intercanvi el cuir.
Espiritualment creien en un gran déu a qui anomenaven Soychu, qui tenia un contendent, esperit del mal conegut com a Gualichu.

## Desaparició
Posteriorment a la primera fundació de Buenos Aires i quan els espanyols van decidir despoblar-la, els animals domèstics que van deixar -especialment el boví i el cavallar- es va anar reproduint lliurement a la pampa. Els querandís van recórrer al bestiar asalvatjat deixat pels blancs, caçant, menjant i domesticant cavalls. Diverses causes principals van portar a l'extinció de dels querandís: els enfrontaments armats amb els europeus, les malalties contagioses o les guerres amb els araucans o maputxes.
- Els querandís es trobaven a la zona del nord de Buenos Aires a l'iniciar-se la conquesta espanyola. El primer a tractar amb ells va ser Sebastián Gaboto, en 1527, qui va tenir amb ells una relació pacífica. No va passar el mateix amb les posteriors expedicions. Malgrat que durant les primeres setmanes de l'arribada de Mendoza, els indígenes van proveir d'aliments als seus famolencs soldats, començaran els enfrontaments, a causa del mal tracte a què van ser sotmesos quan l'aliment va començar a escassejar. Amb Juan de Garay, es va assolir el major grau de violència, morint milers d'ells.[2][3]

- Igualment el contagi de malalties infeccioses va causar un gran nombre de noves malalties per a les quals els indis no estaven immunitzats. Els het van començar a ser delmats a causa d'elles. L'epidèmia de verola de 1621, que va ser introduïda per tropes que van arribar d'Espanya al comandament d'Antonio Mosquera, va produir una gran mortaldat de població. El 15 de setembre de 1643, es va crear la Reducció Jesuítica de San Francisco Javier a la zona de Luján, que va ser abandonada pels indígenes als pocs mesos, en declarar-se una altra epidèmia de verola.

- Finalment la invasió i conquesta dels araucans o maputxes del seu territori va provocar la seva ràpida araucanització a nivell cultural, raó per la qual és avui molt difícil trobar rastres de l'idioma original dels het, o de dialectes d'aquest.

En 1675 es van registrar únicament deu indis querandís encomanats. A causa de la seva ràpida desaparició, les úniques fonts documentals per al seu estudi les brinden les cròniques espanyoles encara que també existeixen evidèncias arqueològiques a Flores, Barracas al Sud, Puente Chico, Rio de la Matanza, Rio de la Reconquista, Quilmes, Arroyo del Gato, La Plata i Moreno, i grans locs d'acampada a Chascomús, Lobos, Punta Indio, San Miguel de la Montaña i Rio Luján.

### Descendents
D'acord amb l'Enquesta Complementària de Pobles Indígenes (2004-2005) 736 persones es van declarar descendents del poble querandí.
Avui en dia hi ha llocs ancestrals que són reivindicats com a part del llegat dels querandís. Un d'ells és Punta Querandí, lloc públic i arqueològic de mil anys d'antiguitat considerat un lloc sagrat per part d'organitzacions indígenes del Gran Buenos Aires (GBA). El predi està ubicat al paratge de Punta Canal, als afores de la localitat de Dique Luján, en el partido de Tigre, província de Buenos Aires.
El 2001, l'Institut Nacional d'Antropologia i Pensament Llatinoamericà (INAPL), dependent de la Secretaria de Cultura de la Nació, va alertar per la destrucció de jaciments arqueològics indígenes a causa del la urbanització de barris privats. Els jaciments en perill contenen enterraments humans, restes de ceràmiques, instruments d'os i altres materials.
Punta Querandí pretén ser annexat al Complex Villanueva (11 barris nàutics privats) per part de la desenvolupadora immobiliària EIDICO. Això implicaria la destrucció del jaciment arqueològic existent, protegit per llei. Per aquesta raó està sent defensat per indígenes, ambientalistes, docents, veïns i periodistes.